# Fengshan
Fengshan (chinesisch 鳳山區, Pinyin Fèngshān Qū, Tongyong Pinyin Fòngshan Cyu, Pe̍h-ōe-jī Hōng-soaⁿ-khu) ist ein Bezirk der regierungsunmittelbaren Stadt Kaohsiung in Taiwan und umfasst eine Fläche von 26,76 km² bei einer Einwohnerzahl von 338.900 (2007).
In der Qing-Dynastie war Fengshan ein wichtiger Verwaltungssitz. Nachdem die japanische Militärverwaltung Anfang des 20. Jahrhunderts mit dem Ausbau des Hafens der Nachbarstadt Kaohsiung begann, nahm die Bedeutung von Fengshan ab. Von 1946 bis 2010 war Fengshan (seit 1972 als "Stadt Fengshan") Verwaltungssitz des Landkreises Kaohsiung. Am 25. Dezember 2010 wurde der dieser Landkreis in die Stadt Kaohsiung eingegliedert. Seither hat Fengshan den Status eines Bezirks der Stadt Kaohsiung.
Seit 2008 ist Fengshan in das U-Bahn-Netz (Kaohsiung Mass Rapid Transit) eingebunden. Es ist Sitz der Militärakademie der Republik China.
Im Jahr 2017 wurde in Fengshan das Nationale Kunst- und Kulturzentrum Weiwuying fertiggestellt. Daneben gibt es noch das Dadong-Zentrum für Kunst und Kultur. Eine Sehenswürdigkeit des Bezirks ist die Fongyi-Akademie, eine ehemalige Bildungseinrichtung aus der Qing-Dynastie.

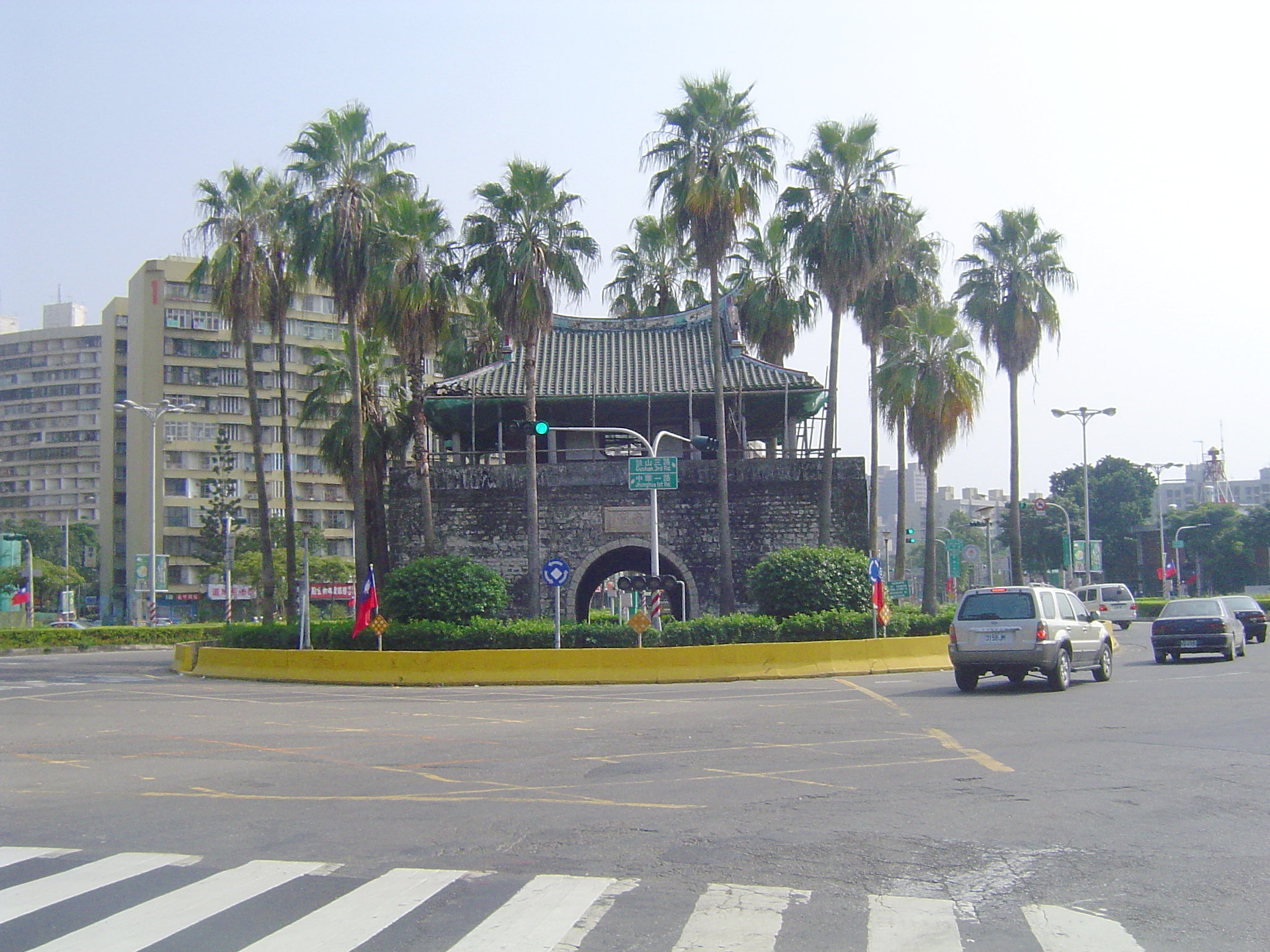
Altes Stadttor
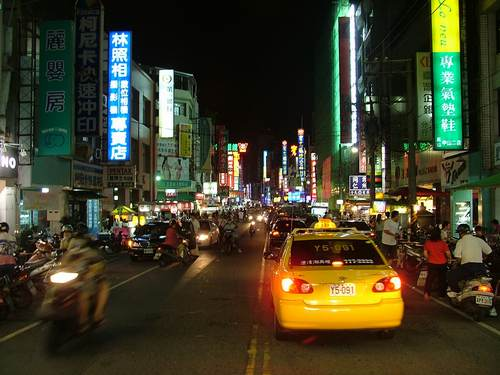
Nachtmarkt in Fengshan
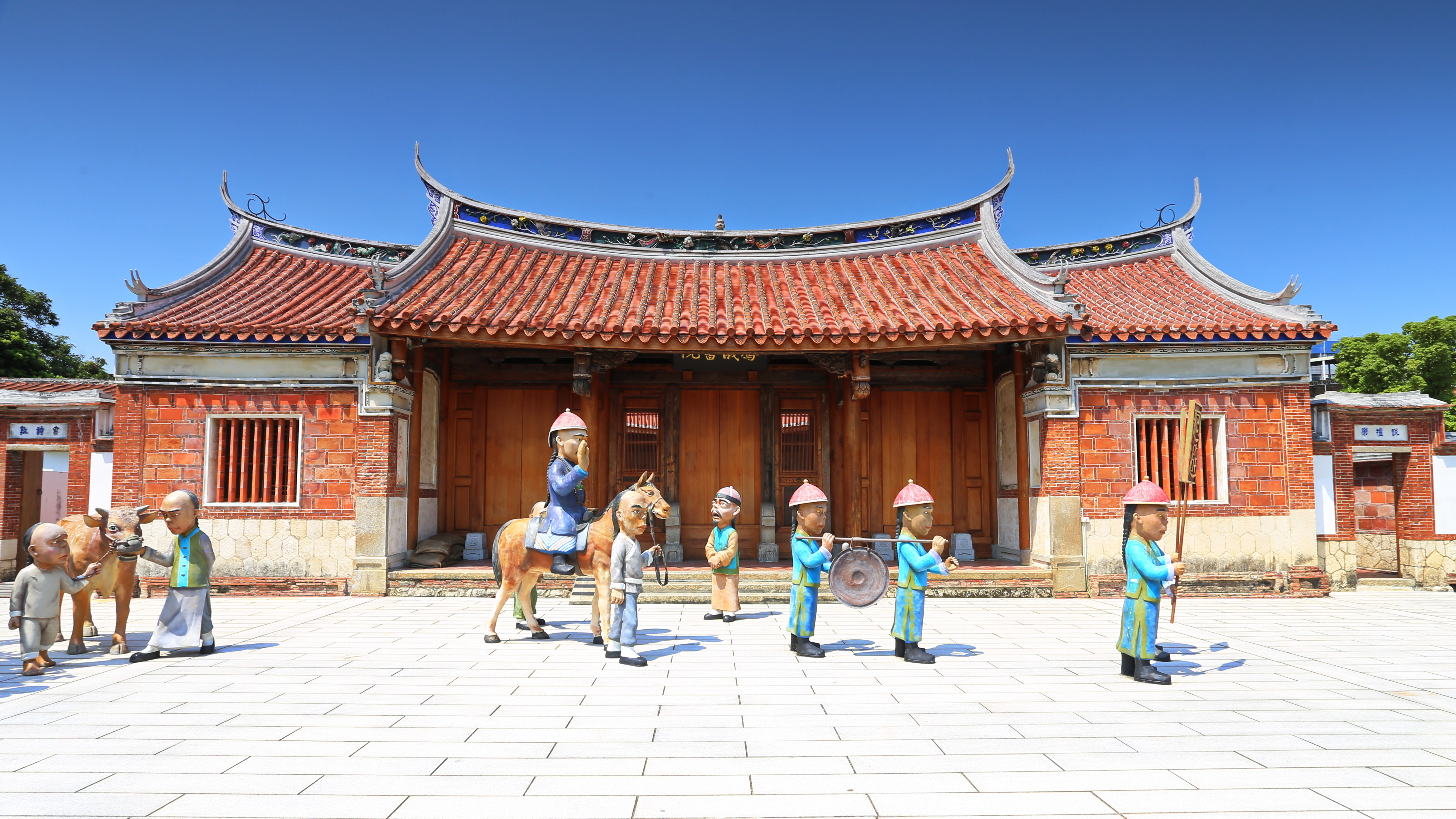
Die Fongyi-Akademie